# Brand Blanshard
Percy Brand Blanshard, né le 27 août 1892 et mort le 19 novembre 1987, est un philosophe américain, connu principalement pour son travail sur la défense de la raison.

## Biographie
Brand Blanshard est né le 27 août 1892 à Fredericksburg, dans l'Ohio, de parents d'origine canadienne. Sa mère meurt en 1893, à la suite de graves brûlures. Son père pasteur congrégationaliste, meurt en 1904 de tuberculose. Brand Blanshard et son frère jumeau, le libre penseur et rédacteur en chef de The Nation, Paul Beecher Blanshard, sont élevés par leur grand-mère paternelle, veuve d'un pasteur méthodiste. 
La famille s'installe à Détroit en 1908 pour que les garçons puissent être diplômés de la très réputée Central High School. En 1910, les frères Blanshard entrent à l'université du Michigan, dont les frais de scolarité annuels ne sont que de 30 dollars pour les résidents de l'État. Brand Blanchard découvre la philosophie tout en se spécialisant en lettres classiques. Après trois ans au Michigan, il obtient une bourse Rhodes pour étudier au Merton College, à Oxford.
Au début de la Première Guerre mondiale, il interrompt ses études et rejoint l'armée britannique, qui l'envoie à Bombay et à Amhara, où il est confronté à la pauvreté et aux horreurs de la guerre. 
Le destin réunit les frères jumeaux Blanshard à l'université de Columbia, où Paul étudie la nouvelle discipline qu'est la sociologie. Les frères participent à un projet dirigé par leur mentor et ami commun, John Dewey. Dans le cadre de ce projet, ils rencontrent Frances Bradshaw du Smith College. Après avoir quitté Columbia, Brand Blanchard s'engage directement dans l'armée américaine et sert en France. Une fois démobilisé, il retourne à Oxford et obtient son doctorat à Harvard sous la direction de Clarence Irving Lewis. 
Après un bref passage dans le Michigan, il enseigne au Swarthmore College de 1925 à 1944. Il a passé le reste de sa carrière à l'université de Yale jusqu'à sa retraite en 1961. En 1955, il est élu membre honoraire du Merton College.
En 1918, il épouse Frances Bradshaw. La mort de sa femme en 1966 a été un grand choc pour lui. En 1969, après ce qu'il décrira plus tard comme "la solitude, une santé défaillante et des motivations défaillantes", il épouse en secondes noces  Roberta Yerkes, une fille de son collègue de Yale Robert M. Yerkes. Brand Blanshard est mort en 1987 à l'âge de 95 ans, à New Haven, dans le Connecticut.

## Travaux majeurs
- (en) The Nature of Thought, Londres, Allen & Unwin, Library of Philosophy series, 1939, 2 volumes.
- Reason and Goodness, Londres, Allen & Unwin, Muirhead Library of Philosophy, 1961, 451 pages.
- (en) Reason and Analysis, Londres, Allen & Unwin, 1962 The Paul Carus lectures, 12th series, 505 pages.
- (en) The Uses of a Liberal Education, La Salle, Illinois, Open Court, 1973, 407 pages.
- (en) Reason and Belief, Londres, Allen & Unwin, 1974, 620 pages.  (ISBN 0-04-230013-4).
- Four Reasonable Men, Middletown, Conn, Wesleyan University Press, distributed by Harper & Row, 1984. Sa dernière œuvre écrite, contient des éléments biographiques sur quatre archétypes de la personne rationnelle : Marc Aurèle, John Stuart Mill, Ernest Renan, et Henry Sidgwick, 308 pages.  (ISBN 0-8195-5100-7).